# Зерцальный доспех

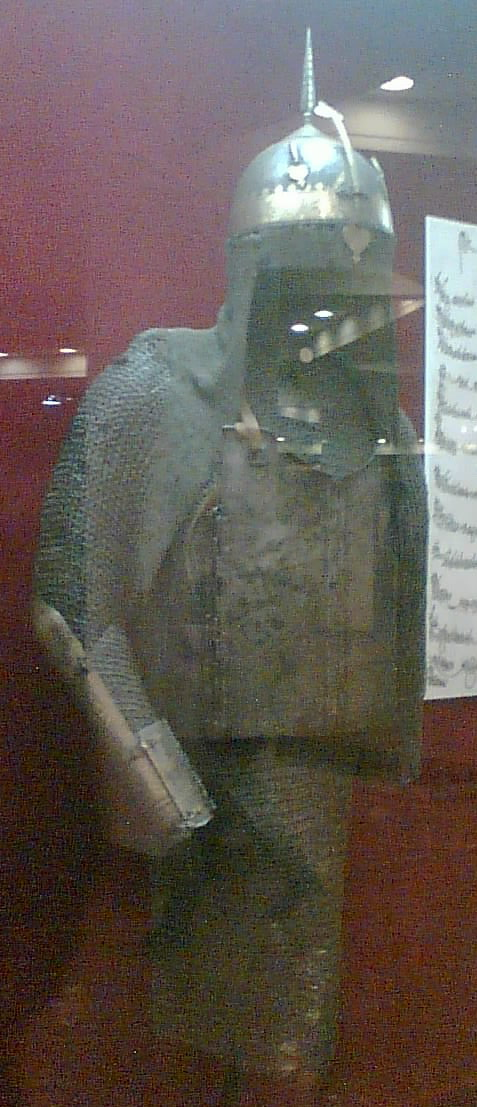
Поздний зерцальный доспех, проэволюционировавший в настоящую кирасу из пяти зерцал на шарнирах, открываемых спереди

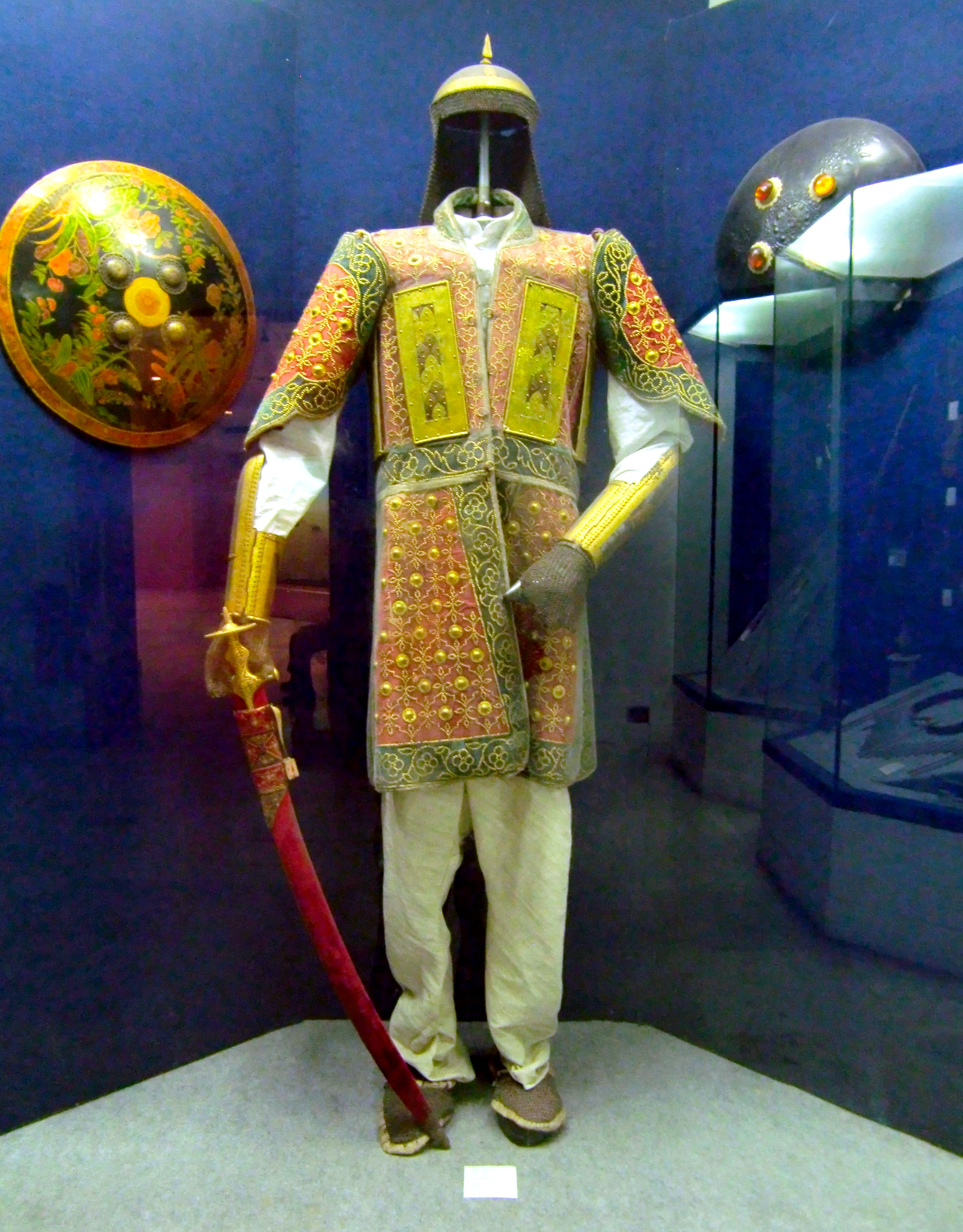
Индийский куяк с зерцалами

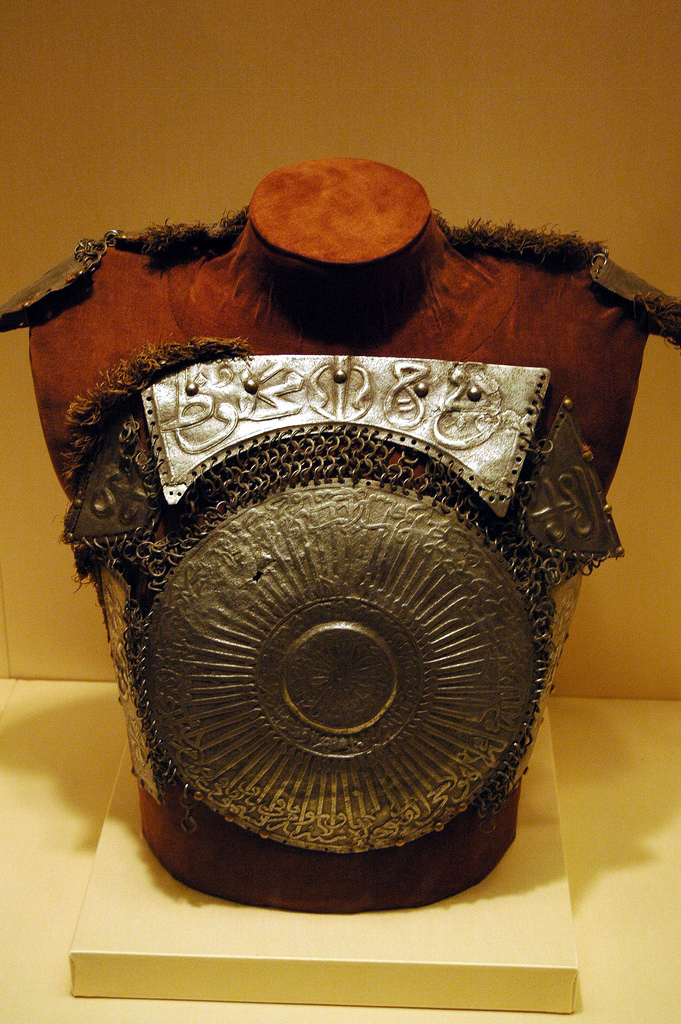
Тип зерцального доспеха, имевший хождение на Руси, в Турции и арабских странах

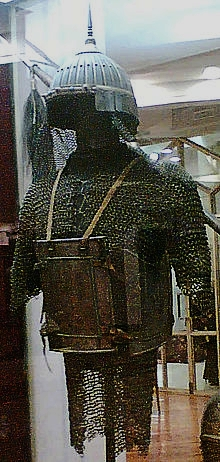
Другой тип зерцального доспеха, имевший хождение в Иране, Средней Азии и Индии; именно этот тип изначально именовался на Востоке чахар-айина (چهارآئینه) — «четыре зерцала», но позднее это название перешло также и на доспехи с другим количеством зерцал

Зерца́льный доспе́х (перс. چهارآئینه‎ [чахар-айина] дословно — «четыре зерцала»; кит. упр. 护心镜, пиньинь Huxinjing, дословно — «зеркало, защищающее сердце») — общее название русских и восточных доспехов. Фактически, под термином «зерцала» имелось два различных вида доспехов: полный зерцальный доспех и зерцала личные — усилитель доспеха, надеваваемый поверх кольчатого доспеха. Также существовало две техники соединения пластин у зерцал: на кольцах (кольчато-пластинчатые) и на ремешках (пластинчатые). Общее подражание Востоку в русской доспешной традиции позволяет попытаться локализовать регионы заимствования зерцальных доспехов. Так, полные зерцальные доспехи имеют османское происхождение, тогда как зерцала личные пришли из Средней Азии и Ирана. В русских документах термин зерцала впервые появляется в 1490 году, в переписке между Иваном III и королём Польши Казимиром IV.

Краткое упоминание в Энциклопедическом словаре Брокгауза и Ефрона:
Зерцало состояло из ряда досок, образовавших две половины — переднюю и заднюю. Каждую половину составляли: средняя доска, или круг, боковые дощечки, верхние (над кругом), или ожерелье, и обруч — часть, обхватывающая шею; у передней половины были еще нарамки — плечевые скрепления, а у задней — наплечки

## Зерцала личные
Зерцала личные не были самостоятельным доспехом, а лишь элементами усиления корпусной брони, которые надевали поверх кольчуги или панциря. Зерцала личные попали на Русь, вероятно из Ирана и происходят от иранского доспеха, называемого «чахар-айина», с перс. «четыре глаза». Зерцала личные всегда состояли из четырех больших пластин: нагрудной, наспинной и двух боковых.
Грудные и спинные пластины зерцал личных — прямоугольники, восьмиугольники и круги. Боковые пластины зачастую были прямоугольной формы и иногда могли иметь подмышечную выемку.
У монголов этот тип доспеха известен в XIII—XIV веке. Согласно Боброву с Худяковым, круглые зерцала, привязываемые ремнями поверх кольчуги, были наиболее широко распространены в XV—XVII веках и носились не только с кольчугой, но и с другими доспехами, включая ламелляры, куяки, и порой даже поверх бехтереца. Поскольку защита, обеспечиваемая небольшими круглыми зерцалами, была ограниченной, то в XVI веке в Персии появились прямоугольные зерцала, лучше прикрывающие тело. На протяжении XVI и XVII веков эти увеличенные зерцала распространились по Средней Азии и проникли в северную Индию. В 40-е годы XVII века на основе увеличенных зерцал возник зерцальный доспех, изначально состоявший из четырёх прямоугольных зерцал, расположенных вокруг тела, образуя подобие кирасы.

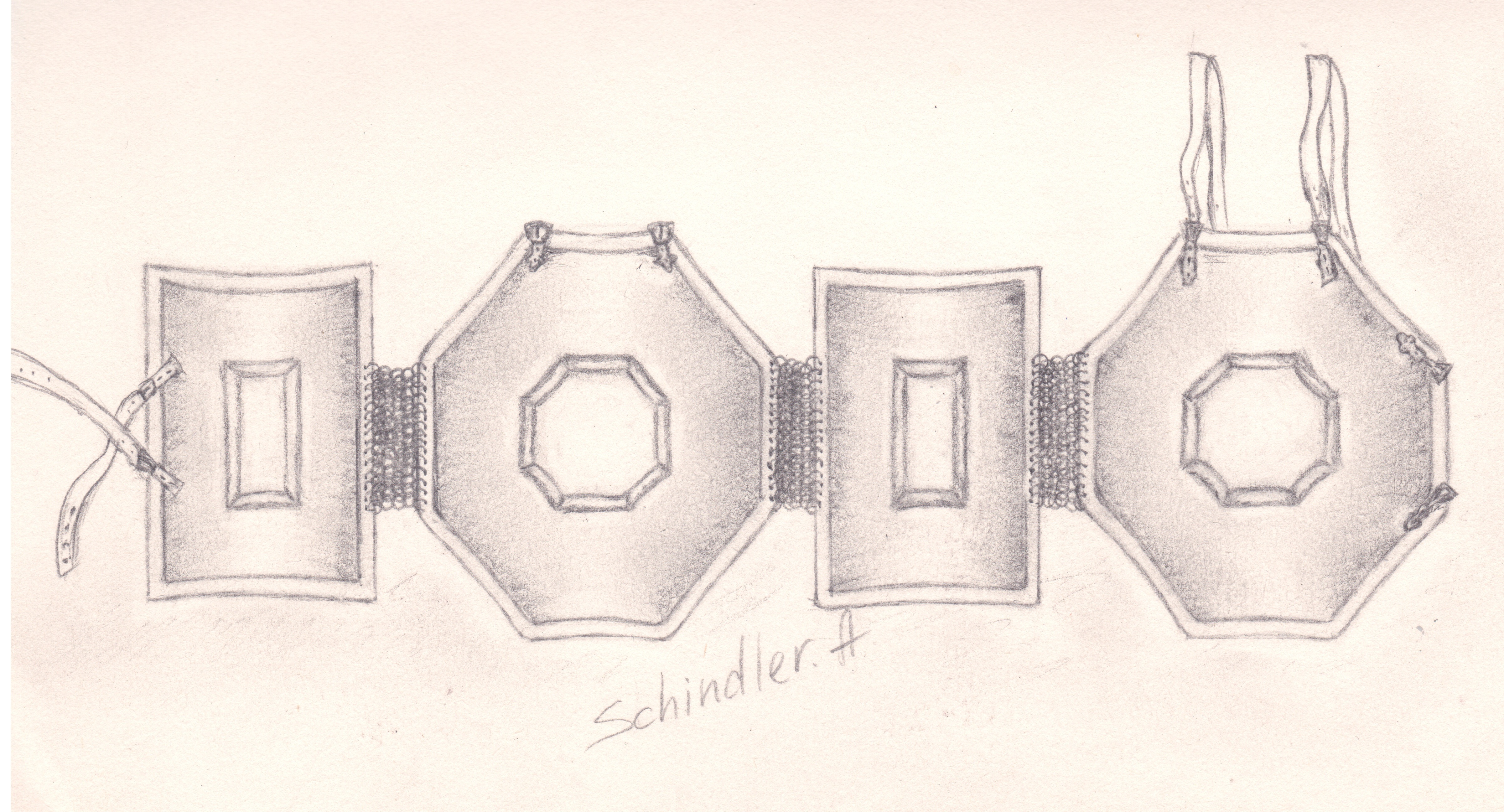
Московские зерцала личные с восьмиугольными грудными и спинными пластинами на кольцах

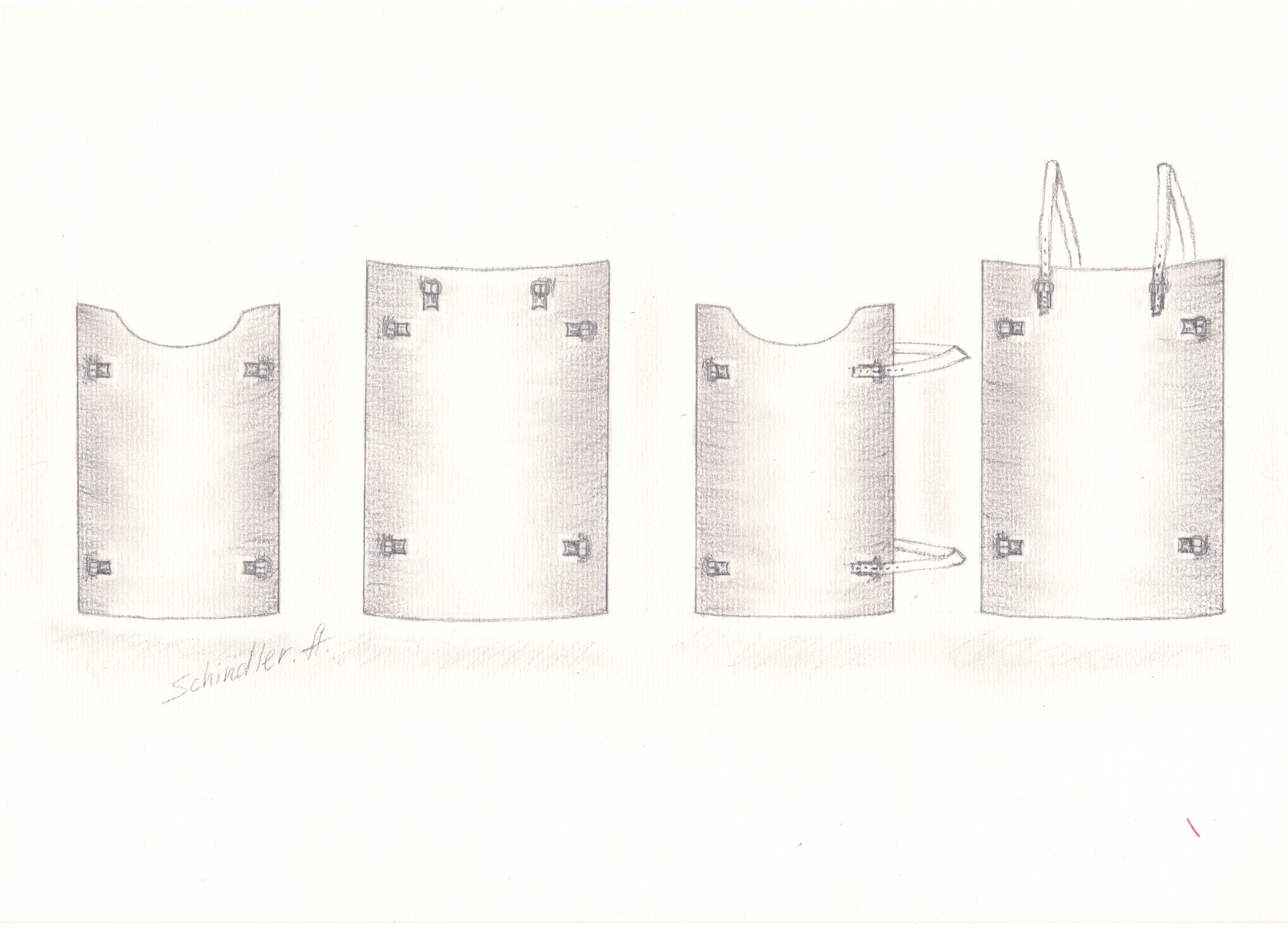
Зерцала личные с прямоугольной грудной и спинной пластиной на ремнях

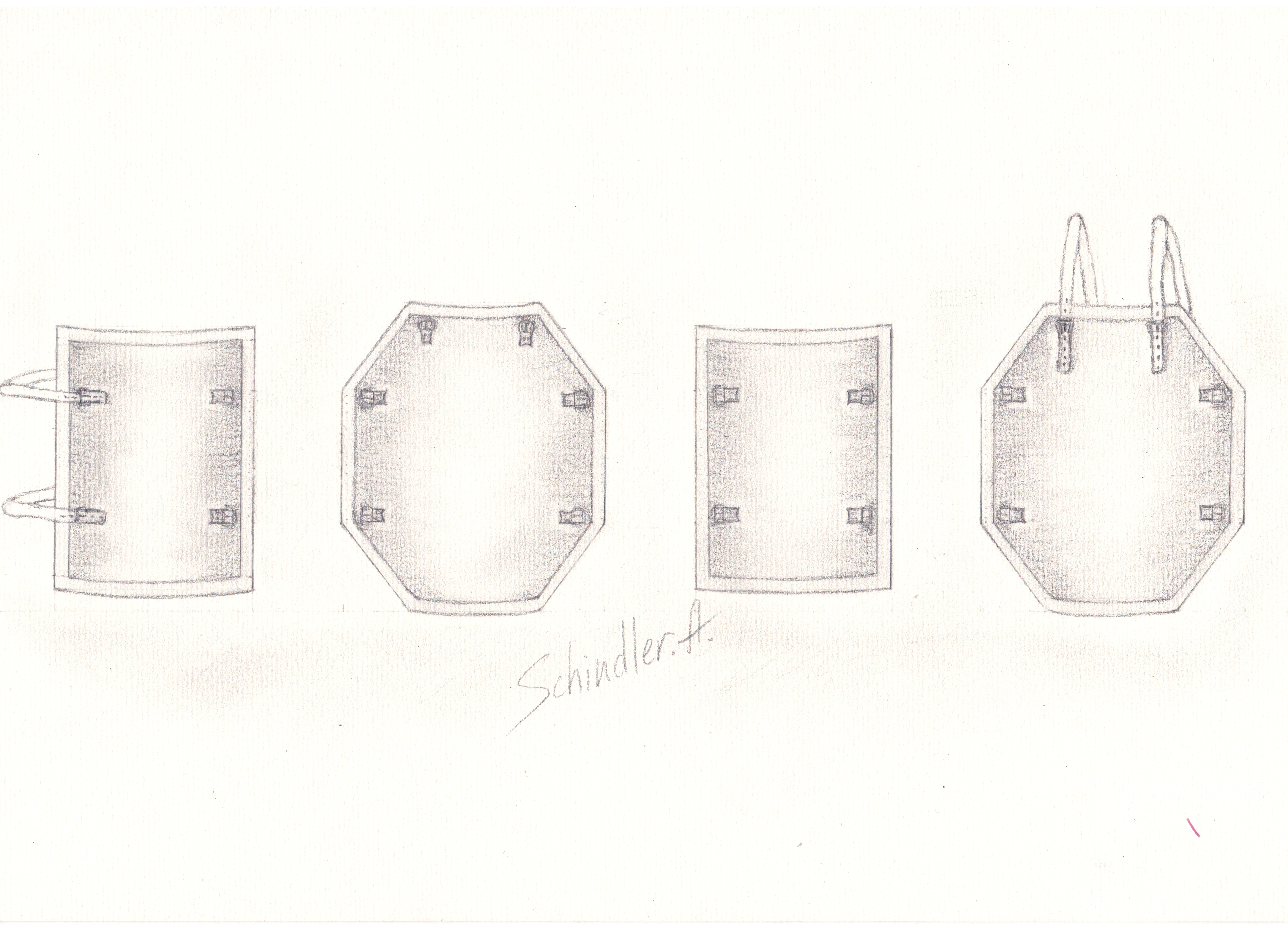
Зерцала личные с восьмиугольными грудной и спинной пластиной на ремнях

Наиболее распространенными русскими зерцалами личными были зерцала, имевшие восьмиугольные и прямоугольные пластины на груди и спине. В собрании Оружейной палаты в Москве хранятся 56 экземпляров личных зерцал, из которых 16 имели восьмиугольные переднюю и заднюю пластины, соединенные ремнями, 20 зерцал с восьмиугольными пластинами, соединенными кольцами и 15 зерцал личных, прямоугольной формы на ремнях. Кроме этого, есть еще пять личных зерцал, конкретный тип которых невозможно установить из-за отсутствия в описи сведений о центральных пластинах. В коллекции Шереметева сохранилось 24 экземпляра личных зерцал, и все они имели пластины прямоугольной формы.

## Полный зерцальный доспех
Полный зерцальный доспех был самостоятельным доспехом. Такой тип доспеха состоял из больших круглых грудной и спинной пластин, а также множества других пластин. Согласно А.В. Висковатову у зерцальных пластин были свои названия: «круг (средняя доска, какой бы фигуры она ни была), дощечки, ожерелье (над кругом) и обруч (обхватывавший шею). У передней доски были нарамки (плечевыя скрепления), а у задней наплечки». Количество пластин могло быть от 10 и до 40, в зависимости от их размеров. У таких доспехов, зачастую были в наличии кольчужные подолы. В Оружейной палате хранится шесть таких доспехов. В коллекции графа Шереметьева находилось два полных зерцальных доспеха. Ещё один такой русский доспех хранится в Стокгольме в Королевской сокровищнице под инвентарным номером LSK 23462 Архивная копия от 3 июня 2015 на Wayback Machine, который, вероятно, является трофеем битвы под Нарвой 1573 года. Полные зерцала на кольцах из Москвы датируются XVII веком.

## Галерея

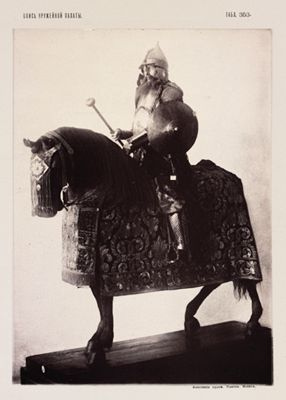
Московский воевода XVII века
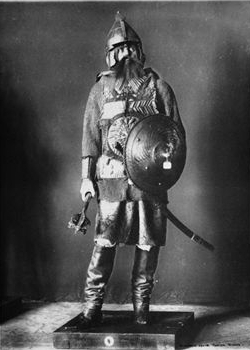
Московский сотенный голова XVII века
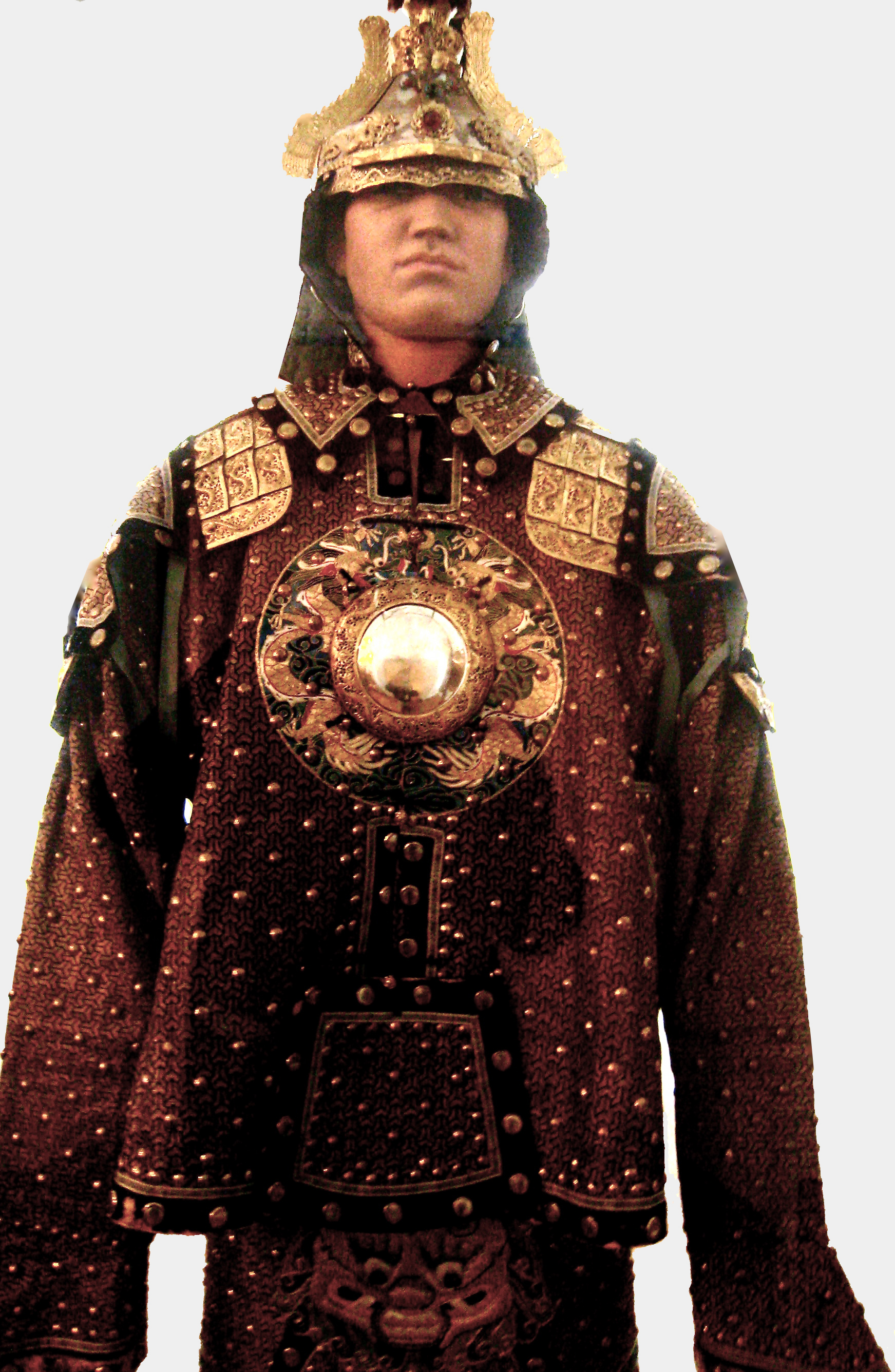
Китайский куяк с зерцалом, называемым кит. упр. 护心镜, пиньинь Huxinjing «зеркало, защищающее сердце»
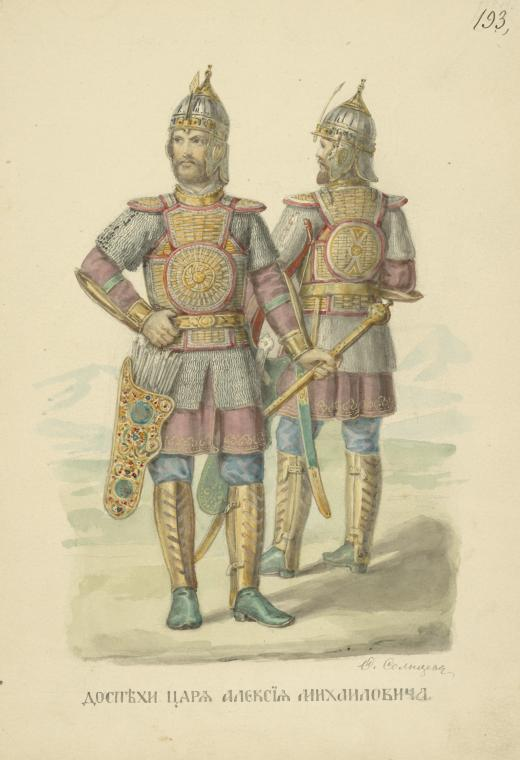
Зерцальный доспех царя Алексея Михайловича